# Trophée de France 1990
 (signalé en juillet 2025).
Si vous disposez d'ouvrages ou d'articles de référence ou si vous connaissez des sites web de qualité traitant du thème abordé ici, merci de compléter l'article en donnant les références utiles à sa vérifiabilité et en les liant à la section « Notes et références ».
- Archive Wikiwix
- Bing
- Cairn
- DuckDuckGo
- E. Universalis
- Gallica
- Google
- G. Books
- G. News
- G. Scholar
- Persée
- Qwant
- (zh) Baidu
- (ru) Yandex
- (wd) trouver des œuvres sur Wikidata

Navigation
Édition précédente Édition suivante
Le Trophée de France est une compétition internationale de patinage artistique qui se déroule en France au cours de l'automne. Il accueille des patineurs amateurs de niveau senior dans quatre catégories: simple messieurs, simple dames, couple artistique et danse sur glace. En 1990 il s'appelait également Trophée Lalique.
Le quatrième Trophée de France est organisé du 9 au 11 novembre 1990 au palais omnisports de Paris-Bercy.

## Résultats

### Messieurs
| Rang | Nom                    | Pays             | Points | Prog. court | Prog. libre |
| ---- | ---------------------- | ---------------- | ------ | ----------- | ----------- |
| 1    | Christopher Bowman     | États-Unis       | 2.0    | 2           | 1           |
| 2    | Vyacheslav Zahorodnyuk | Union soviétique | 3.5    | 1           | 3           |
| 3    | Elvis Stojko           | Canada           | 4.0    | 4           | 2           |
| 4    | Gleb Bokiy             | Union soviétique | 7.5    | 5           | 5           |
| 5    | Philippe Candeloro     | France           | 7.5    | 3           | 6           |
| 6    | Nicolas Pétorin        | France           | 9.0    | 10          | 4           |
| 7    | Frédéric Lipka         | France           | 10.0   | 6           | 7           |
| 8    | Frédéric Harpagès      | France           | 12.5   | 7           | 9           |
| 9    | Simon Briggs           | Royaume-Uni      | 13.5   | 11          | 8           |
| 10   | Alessandro Riccitelli  | Italie           | 14.0   | 8           | 10          |
| 11   | Yoshiaki Takeuchi      | Japon            | 15.5   | 9           | 11          |

### Dames
| Rang | Nom              | Pays             | Points | Prog. court | Prog. libre |
| ---- | ---------------- | ---------------- | ------ | ----------- | ----------- |
| 1    | Surya Bonaly     | France           | 1.5    | 1           | 1           |
| 2    | Lenka Kulovaná   | Tchécoslovaquie  | 3.5    | 3           | 2           |
| 3    | Nancy Kerrigan   | États-Unis       | 4.0    | 2           | 3           |
| 4    | Margot Bion      | Canada           | 6.5    | 5           | 4           |
| 5    | Laëtitia Hubert  | France           | 7.0    | 4           | 5           |
| 6    | Sabine Contini   | Italie           | 9.0    | 6           | 6           |
| 7    | Simone Lang      | Allemagne        | 10.5   | 7           | 7           |
| 8    | Natalia Gorbenko | Union soviétique | 12.0   | 8           | 8           |
| 9    | Izumi Aotani     | Japon            | 13.5   | 9           | 9           |
| 10   | Stéphanie Ferrer | France           | 15.0   | 10          | 10          |
| 11   | Sandra Garde     | France           | 16.5   | 11          | 11          |

### Couples
| Rang | Nom                                        | Pays             | Points | Prog. court | Prog. libre |
| ---- | ------------------------------------------ | ---------------- | ------ | ----------- | ----------- |
| 1    | Elena Bechke / Denis Petrov                | Union soviétique | 1.5    | 1           | 1           |
| 2    | Evgenia Chernysheva / Dmitri Sukhanov      | Union soviétique | 3.0    | 2           | 2           |
| 3    | Michelle Menzies / Kevin Wheeler           | Canada           | 4.5    | 3           | 3           |
| 4    | Cheryl Peake / Andrew Naylor               | Royaume-Uni      | 6.5    | 5           | 4           |
| 5    | Patricia Jares / Thorsten Alexander Weigle | Allemagne        | 7.0    | 4           | 5           |
| 6    | Anna Tabacchi / Massimo Salvade            | Italie           | 9.0    | 6           | 6           |

### Danse sur glace
| Rang | Nom                                     | Pays             | Points | Danse imposée 1 | Danse imposée 2 | Danse originale | Danse libre |
| ---- | --------------------------------------- | ---------------- | ------ | --------------- | --------------- | --------------- | ----------- |
| 1    | Stefania Calegari / Pasquale Camerlengo | Italie           | 2.0    | 1               | 1               | 1               | 1           |
| 2    | Sophie Moniotte / Pascal Lavanchy       | France           | 4.0    | 2               | 2               | 2               | 2           |
| 3    | Anzhelika Krylova / Vladimir Leliukh    | Union soviétique | 6.0    | 3               | 3               | 3               | 3           |
| 4    | Jacqueline Petr / Mark Janoschak        | Canada           | 8.0    | 4               | 4               | 4               | 4           |
| 5    | Ivana Strondalova / Milan Brzy          | Tchécoslovaquie  | 10.0   | 5               | 5               | 5               | 5           |
| 6    | Jeanne Miley / Michael Verlich          | États-Unis       | 12.0   | 6               | 6               | 6               | 6           |
| 7    | Pascale Vrot / David Quinsac            | France           | 14.0   | 7               | 7               | 7               | 7           |
| 8    | Diane Gerenscer / Bernard Columberg     | Suisse           | 16.4   | 9               | 9               | 8               | 8           |
| 9    | L Williams / M Poole                    | Royaume-Uni      | 17.6   | 8               | 8               | 9               | 9           |

## Source
- Patinage Magazine N°25 (Décembre 1990-Janvier/Février 1991)
- Paris Première, diffusé le 10/11/1990